# Esquadrão de Demonstração Aérea

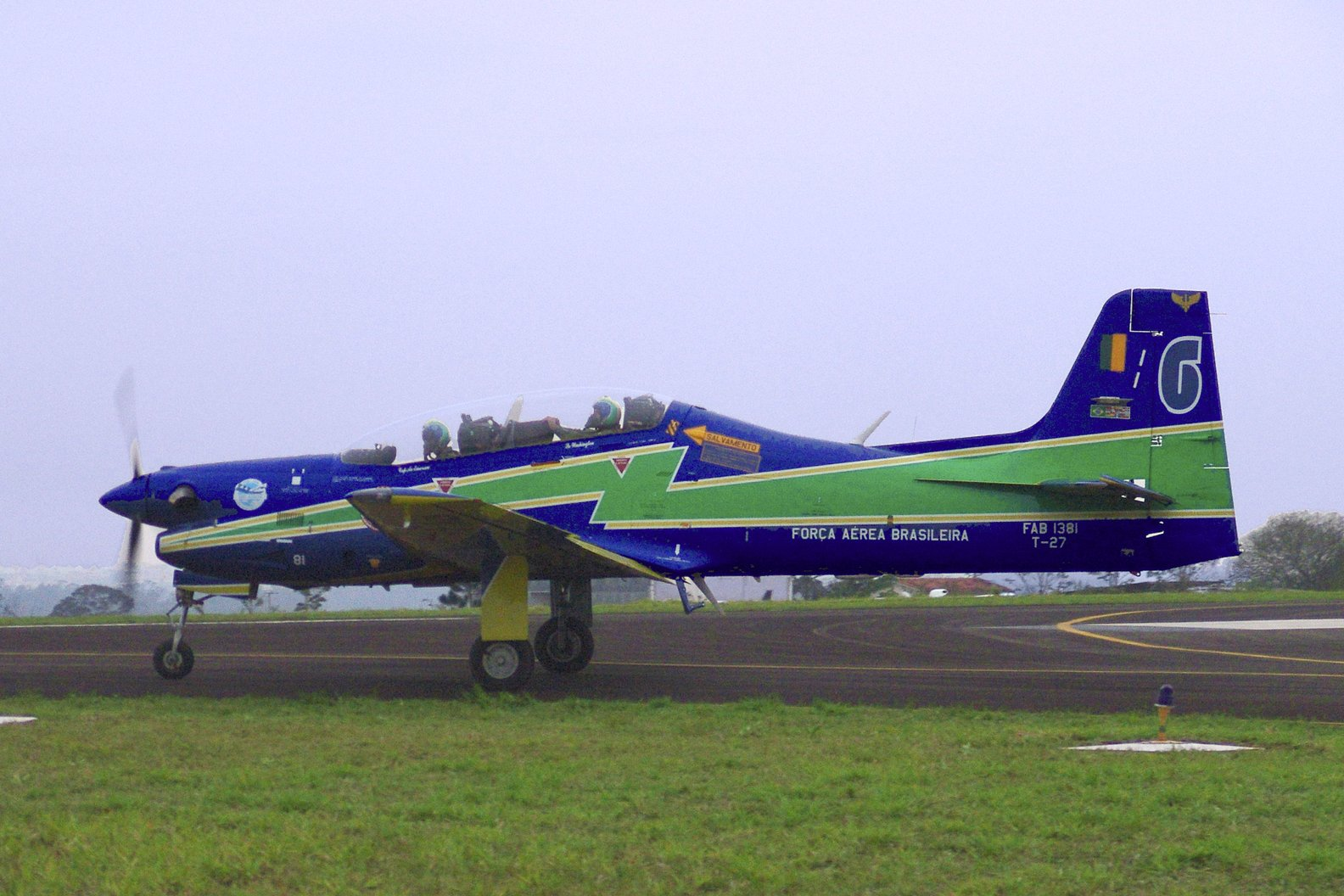
Un EMB-312 dello squadrone

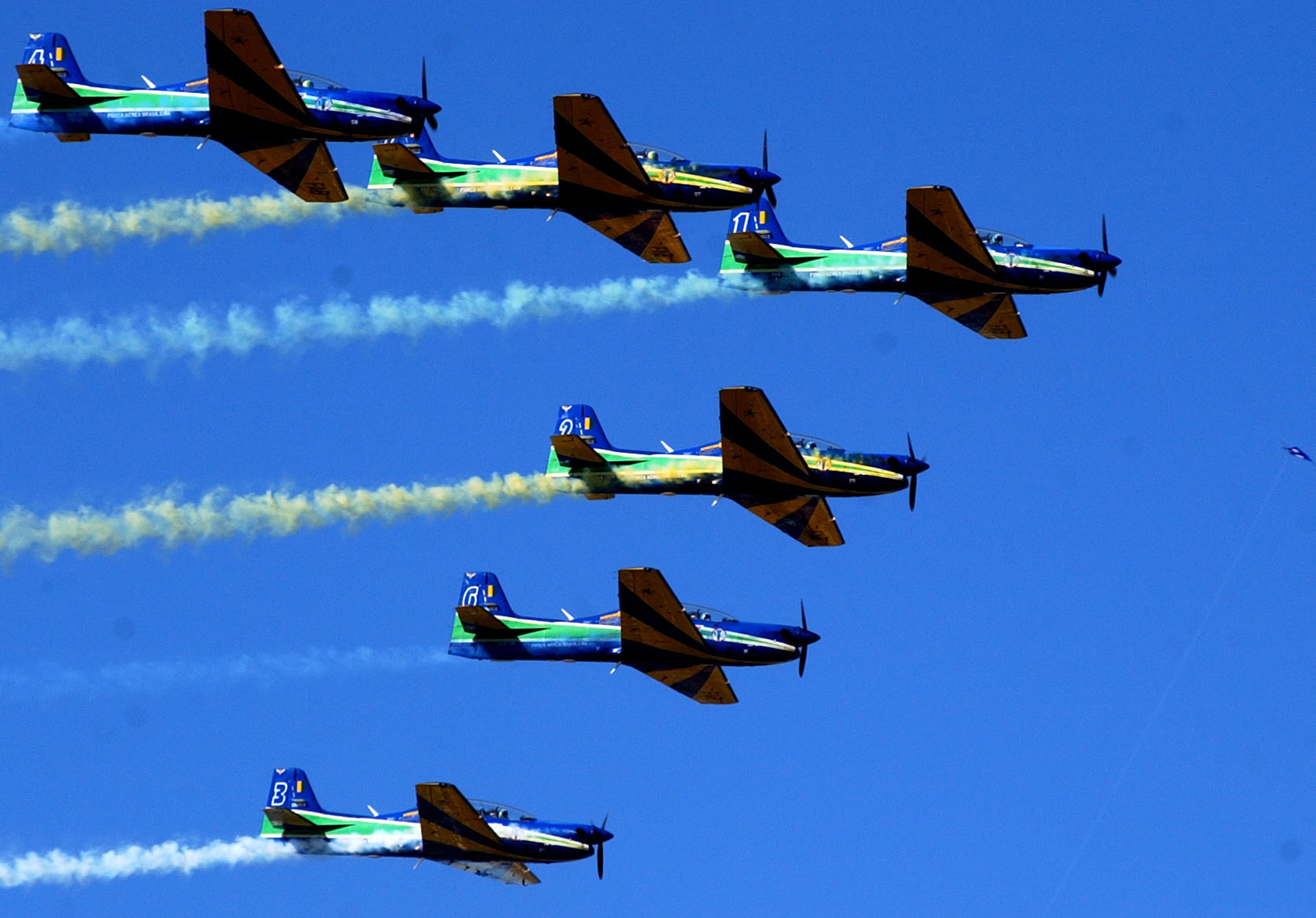
L'Esquadrilha da Fumaça a Brasilia durante le celebrazioni della Festa d'Indipendenza

L'Esquadrão de Demonstração Aérea (italiano: Squadrone di Dimostrazione Aerea), conosciuto popolarmente come Esquadrilha da Fumaça (italiano: Squadriglia del Fumo) è il team acrobatico dell'Aviazione brasiliana e il loro aereo acrobatico è l'Embraer T-27 Tucano.

## Storia
La prima dimostrazione dell'Esquadrilha da Fumaça ebbe luogo il 14 maggio 1952 con quattrovelivoli T-6 Harvard che rimasero gli aerei del team fino alla loro radiazione il 31 gennaio 1976.
Nel periodo tra il 1969 e il 1973 vennero anche utilizzati sette velivoli Fouga T-24 Magister.
La pattuglia acrobatica venne temporaneamente sciolta dopo la radiazione dei T-6 Harvard per essere ricostituita il 21 ottobre 1982 con l'attuale denominazione. Ebbe in dotazione gli Embraer T-27 Tucano e la prima esibizione si svolse l'8 dicembre 1983 con i velivoli colorati di bianco e rosso.
Successivamente i colori della pattuglia acrobatica divennero quelli della bandiera brasiliana.

## Riconoscimenti
Nel 1985 l'Esquadrilha da Fumaça ha ricevuto il premio "Flight safety" da parte dell'USAF per l'elevato grado di sicurezza dimostrato nell'attività acrobatica.

## Primati
Nel 1996 l'Esquadrilha da Fumaça è stata registrata nel Guinness dei primati per aver compiuto un volo rovesciato di 3 000 metri, della durata di 30 secondi con una formazione composta da 10 aerei.